# Mount Fenton
Mount Fenton ist ein 2480 m hoher Berg im ostantarktischen Viktorialand. Er ragt 4 km nordöstlich des Mount Mackintosh im nördlichen Teil des Skinner Ridge auf. 
Kartografisch erfasst wurde er vom United States Geological Survey und mithilfe von Luftaufnahmen der United States Navy in den Jahren 1956 bis 1962. Das Advisory Committee on Antarctic Names benannte ihn 1968 nach Michael D. Fenton, einem Geologen auf der McMurdo-Station von 1965 bis 1966.